# Камбалообразные
Камбалообра́зные (лат. Pleuronectiformes) — отряд лучепёрых рыб. В состав отряда включают 772 вида, объединяемых в 129 родов; подразделяется на два подотряда, включающие 14 семейств.
Камбалообразные — донные рыбы, лежат и плавают на боку. Тело плоское, сильно сжато с боков, глаза расположены не по бокам головы, а смещены на одну её сторону. Плавательного пузыря нет. Верхняя сторона рыбы пигментирована, нижняя — обычно белая. Личинки ка́мбал первоначально плавают в толще воды, но в последующем, по мере перехода к донному образу жизни, их тело уплощается в боковом направлении, а глаза перемещаются на одну из сторон тела — верхнюю.
Камбалообразные — в основном хищные и плотоядные рыбы. Питаются рыбами, донными беспозвоночными — ракообразными, моллюсками, червями и др. Размеры сильно варьируются: есть виды с длиной 6-7 см и весом несколько граммов, а самые крупные достигают 4,7 м и веса около 330 кг (белокорый палтус).
Камбалообразные широко распространены по морям земного шара. В России встречаются в морях палтусы (Hippoglossus) и лиманды (Limanda). Камбалы мечут икру часто у берегов или на мелях. Плодовитость очень большая — до нескольких миллионов икринок. Специфическое семейство камбалообразных — циноглоссовые, или морские языки. Обладают листовидным или языковидным телом. Важный объект тралового промысла.

## Этимология
Слово «камбала» восходит к прибалтийско-финским или с меньшей вероятностью саамским языкам (ср. фин. kampala, kampelo, kampela, кильд. саам. kāmbel, ижор. kampala, вод. kampela (в знач. «речная камбала»)).

## Эволюция камбалообразных
Наиболее известная особенность камбалообразных — расположение глаз на одной стороне тела — долгое время вызывала споры, так как палеонтологам не были известны переходные ископаемые формы. Это отсутствие «промежуточного звена» служило аргументом креационистам в их спорах со сторонниками эволюции.
В 2008 году аспирант Чикагского университета Мэтт Фридман опубликовал статью об открытии им нового вида Heteronectes chaneti из нижнего эоцена Монте-Болька, Италия. Эти рыбы представляют предковых камбал с неполным смещением глаз.

## Классификация
- Подотряд Psettodoidei
  - Psettodidae Regan, 1910 — Псеттодовые
- Подотряд Pleuronectoidei
  - Надсемейство Citharoidea
    - Семейство Citharidae Günther, 1864 — Цитаровые, или крупночешуйные камбалы

  - Надсемейство Pleuronectoidea
    - Семейство Scophthalmidae Chabanaud, 1933 — Калкановые, или скофтальмовые
    - Семейство Paralichthyidae Regan, 1910 — Паралихтиевые, или ложнопалтусовые
    - Семейство Pleuronectidae Rafinesque, 1815 — Камбаловые, или правосторонние камбалы
    - Семейство Bothidae Smitt, 1892 — Ботовые, или арноглоссовые, или левосторонние камбалы, или ромбовые

  - Надсемейство Soleoidea
    - Семейство Achiropsettidae Heemstra, 1990 — Ахиропсеттовые, или безрукие камбалы, или южные камбалы
    - Семейство Samaridae Jordan & Goss, 1889 — Самаровые, или хохлатые камбалы
    - Семейство Achiridae Rafinesque, 1815 — Ахировые
    - Семейство Cynoglossidae Jordan, 1888 — Циноглоссовые, или левосторонние морские языки
    - Семейство Soleidae Bonaparte, 1833 — Солеевые, или косоротые, или правосторонние морские языки
    - Семейство Paralichthodidae Regan, 1920 — Паралихтодовые, или перцовые камбалы
    - Семейство Poecilopsettidae — Пецилопсеттовые, или крупноглазые камбалы
    - Семейство Rhombosoleidae — Ромбосолеевые, или языковидные камбалы